# Lubo Kristek
Lubo Kristek (* 8. května 1943 Brno) je český sochař, malíř a akční umělec, který žil v letech 1968–1990 v emigraci, především v Německu. Proslavil se zejména svými kritickými asamblážemi a happeningy. Jeho díla se nacházejí ve veřejném prostoru v Česku i v zahraničí.

## Život a tvorba

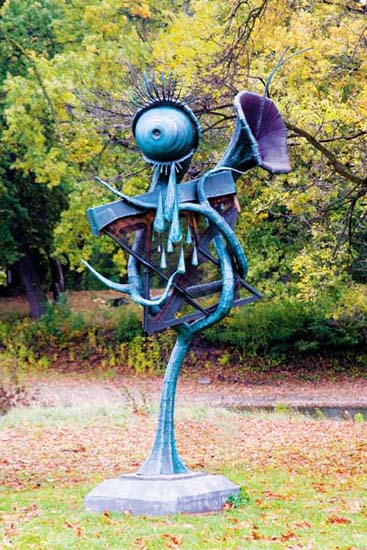
Strom větrné harfy, 1992, Zámeček Pohansko

V roce 1968 odešel do emigrace, kde jeho vyzrávání ovlivnili zejména dva velikáni, se kterými byl v osobním kontaktu – Arno Lehmann (Salcburk) a Salvador Dalí (Port Lligat). Když nebyl na cestách, žil ponejvíce v německém městě Landsberg am Lech u Mnichova.
V 70. letech 20. století založil v Landsbergu tradici tzv. Kristkových nočních vernisáží. Současně je to počátek jeho happeningové tvorby. Od té doby uskutečnil desítky happeningů v zahraničí a po roce 1989 i v České republice. Kristkovy happeningy již poznali diváci v ČR, Německu, USA, Kanadě, Itálii, Španělsku, Rakousku, Turecku, Belgii, Polsku či na Slovensku.
V roce 1977 se vydal na studijní cestu s výstavami a happeningy po USA a Kanadě. V letech 1978–89 umělecky působil především v Německu, Itálii a Španělsku.
V roce 1990 se vrátil z emigrace v Německu a usadil se v Podhradí nad Dyjí na Znojemsku. Jako součást prvního happeningu po návratu do rodné vlasti, nazvaného Kára plná tónů (1994), odkryl spisovatel Jaromír Tomeček v Podhradí nad Dyjí Kristkovo dílo nazvané Božská pomíjivost tónu – klavír balancující na jedné noze na špičce jeho malířského ateliéru. Podle názvu tohoto neobvyklého artefaktu v architektuře pak Tomeček pojmenoval celé přilehlé zákoutí Dyje Kristkovo údolí božské pomíjivosti tónu. V roce 1995 zde, opět v rámci happeningu, otevřel lesní kapličku nazvanou Nymfeum Chápelle Delá Suráe (v současné době v rekonstrukci).
V roce 1996 vytvořil v jeho legendárním hřbitovním happeningu v Podhradí nad Dyjí novou společnou Evropu vzniklou splynutím duchovních a kreativních hodnot a nazval ji Evrum.

### Kristkova podyjská glyptotéka
V letech 2005–6 vytvořil výtvarně-filosofickou trasu poutních míst nazvanou Kristkova podyjská glyptotéka. Poutní místa koncipovaná jako sochařská zastavení jsou rozmístěna od pramene Moravské Dyje po soutok Dyje a Moravy. Na rozloze pěti krajů tří států rozehrál unikátní sochařský koncert, pro každé zastavení vyhledal genia loci a podle něj zvolil materiál, formu, vibrace sochy a často ztvárnil i nejbližší okolí. Glyptotéku Kristek otevřel v roce 2006 sérií desíti happeningů. Význam projektu docenil i ministr kultury ČR Václav Jehlička v předmluvě k výročnímu katalogu děl Lubo Kristka, který v roce 2008 vydalo Neues Stadtmuseum v Landsbergu.
Zastavení Kristkovy podyjské glyptotéky: 1. pramen Moravské Dyje u obce Panenská Rozsíčka, 2. Staré Hobzí, 3. Drosendorf (Rakousko), 4. Podhradí nad Dyjí, 5. Vranov nad Dyjí, 6. Hardegg (Rakousko), 7. Znojmo, 8. Janův hrad mezi Podivínem a Lednicí, 9. Zámeček Pohansko u Břeclavi, 10. soutok řek Dyje a Morava u obce Sekule (Slovensko). Jedenácté zastavení je utajené a je určeno poutníkům, kteří hledají. Nachází se mezi zastaveními 1–10 a je na dohled od řeky.

### Requiem za mobilní telefony

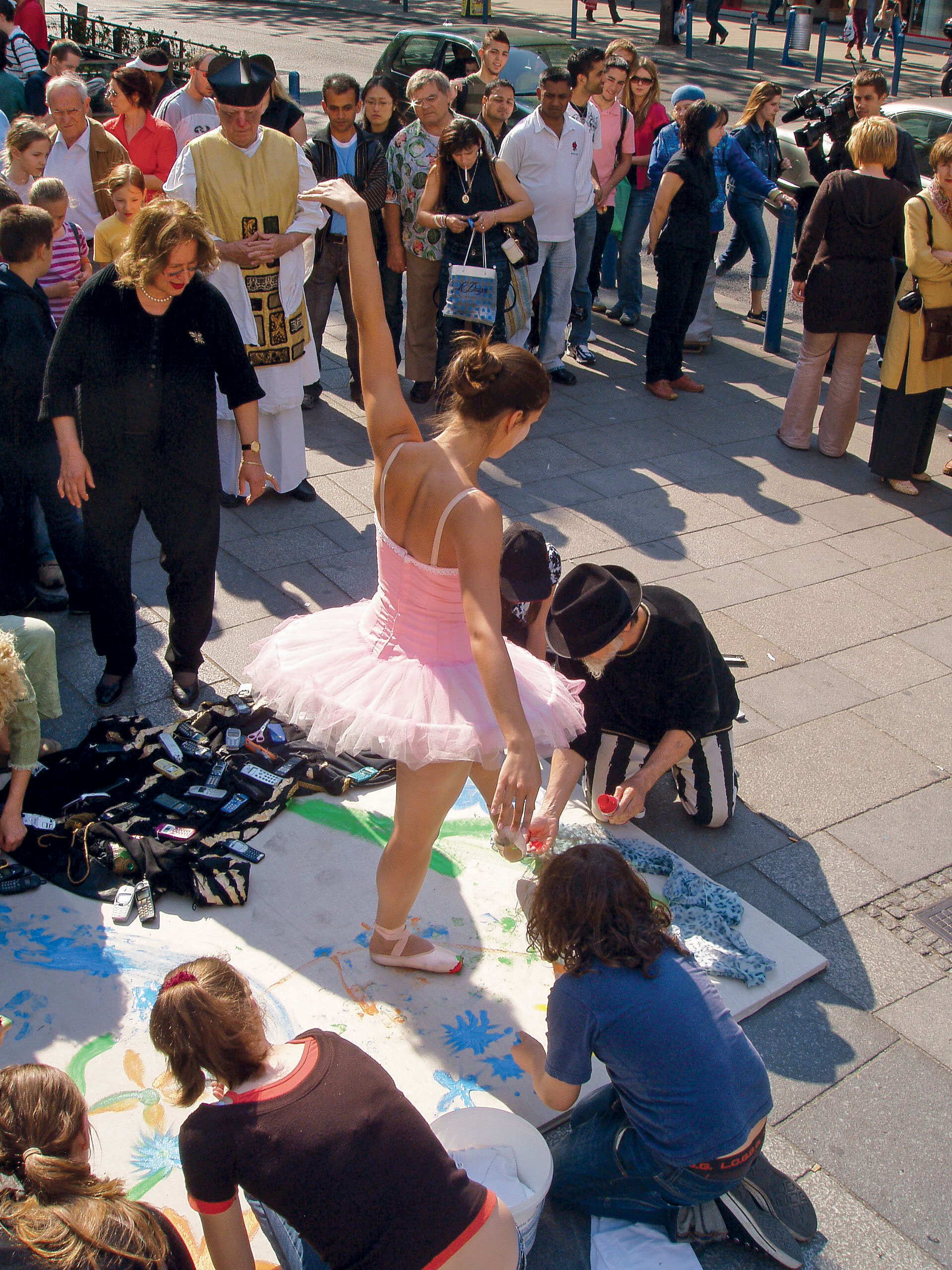
Requiem za mobilní telefony, 2007, Vídeň

V roce 2007 Lubo Kristek zahájil sérii happeningů Requiem za mobilní telefony. Projekt vznikl jako protest proti přetechnizovanému světu a závislostem na moderních technologiích. Během něj vznikl stejnojmenný putovní artefakt – asambláž s našitými mobilními telefony, kterých se vzdali diváci happeningů. V rámci každého z happeningů diváci spoluvytvářeli podobu artefaktu. Kristkovo Requiem za mobilní telefony v letech 2007–2010 putovalo do Znojma, do Vídně na Mariahilfer Strasse, do dolnorakouském Riegersburgu, německého Landsbergu a do polského města Sucha Beskidzka.
Od roku 2007 spolupracuje také se školami, do jeho projektů se zapojují děti a na Zámečku Lubo v Podhradí nad Dyjí se konají akce pro školy z Česka i Rakouska. V současné době žije Lubo Kristek ponejvíce v Podhradí nad Dyjí. Je potřetí ženatý.

## Dílo (výběr)

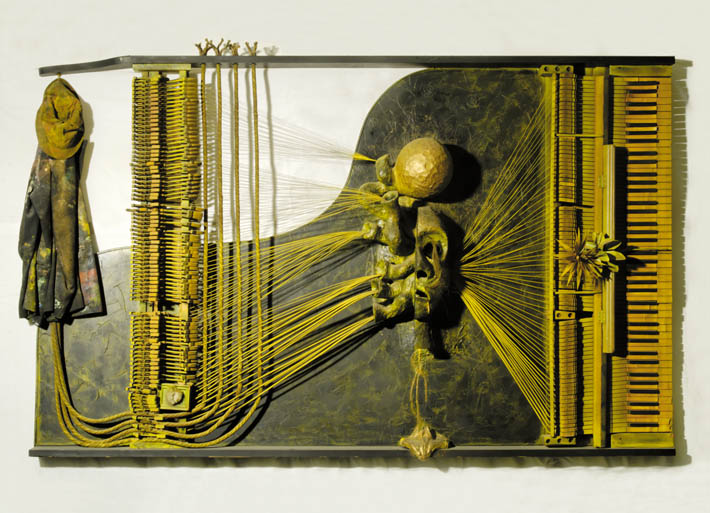
Metastanice zanechaných tónů, 1975–6

Jeho dílo zahrnuje sochy, malby, asambláže a hudbu. Dosáhl mezinárodní pozornosti i prostřednictvím svých happeningů, který pořádá pravidelně od roku 1970. Kristkovy obrazy jsou plné symbolů, významových vrstev a surrealistického vytváření nových světů. Lubo Kristek je vypravěčem o nástrahách na cestě dějinami, o bytostech, které dohlédnou do podstaty jevů, o marnosti, ale také o nutnosti jít vpřed a hledat dál. Podstatnou část Kristkových děl tvoří asambláže, které jej provázejí již od počátků jeho soustavné tvorby v 60. letech. Sbírka jeho dosavadního celoživotního díla je zpřístupněna na Zámečku Lubo v Podhradí nad Dyjí. 
| „              | …zatrofuje-li v člověku dítě, ztratí fantazii, potratí-li lidstvo fantazii – vyhyne! | “ |
| — Lubo Kristek |                                                                                      |   |

### Sochy, plastiky, instalace

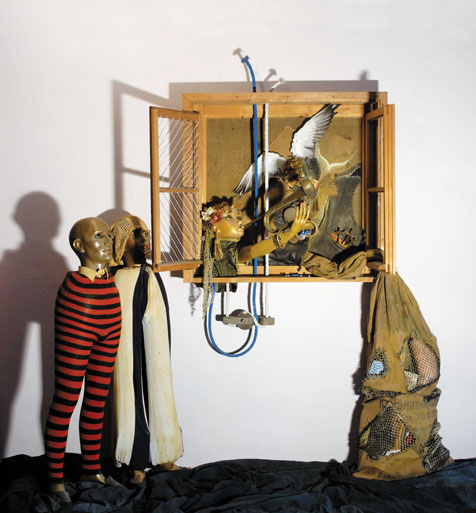
Gloria, zrození Homo divinensus – Intelektes, 1989

- Duše (1977) dřevo[11]

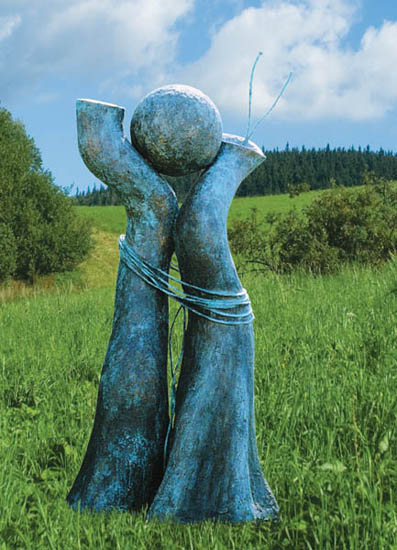
Dotek dvou pohlaví, 1994

- Strom vědění (1981) dřevo, kov, 16 m vysoká velkoplastika procházející třemi poschodími Gymnázia Ignaze Köglera, Landsberg am Lech, Německo[12]
- Pijící (1988) bronzová kašna, lázně Theresienbad, Greifenberg, Německo
- Kosmická květena muže (1989) jabloň
- Pomník pro pět smyslů (1991) kov, Neues Stadtmuseum, Německo[13]
- Vysvobození z útrap (80. léta) keramika (7. zastavení Kristkovy podyjské glyptotéky)
- Strom větrné harfy (1992) železo, pomalba, Zámeček Pohansko u Břeclavi (9. zastavení Kristkovy podyjské glyptotéky)
- Dotek dvou pohlaví (1994) bronz
- Božská pomíjivost tónu (1994)[6]
- Zrod a zároveň zatracení koule (1978–2006) keramika v architektuře, Janův hrad (8. zastavení Kristkovy podyjské glyptotéky)
- Zrození (2005–6) kov s pomalbou (1. zastavení Kristkovy podyjské glyptotéky)
- Kameny přání (2006) kompozice ze sedmi kamenů (2. zastavení Kristkovy podyjské glyptotéky)
- Dyje – Osud stromu (1968) dřevoplastika (5. zastavení Kristkovy podyjské glyptotéky)[14]
- Hledající (2005–6) bronz (10. zastavení Kristkovy podyjské glyptotéky)
- Kosmicky načasovaná parapyramidální potence (2006) kovový monument s pomalbou (4. zastavení Kristkovy podyjské glyptotéky)

### Asambláže
- Letící (1969)
- Nosící (1969)[15]
- Automatické myšlenkové pochody – Stůl (1975–92)[16]
- Metastanice zanechaných tónů (1975–6)
- Kristův ostnatý drát (1983)[17]
- Rodina s neviditelným mužem (1994)
- Harlekýna a pokušení (1994)
- Na smetišti časů (1994)[18]
- Gloria, zrození Homo divinensus – intelektes (1989)[19]
- Arachnológia adé (2000)
- Početí časem (2001)
- V předčasně klonovaném věku jedné planety (2003)[20]
- Visio sequentes I. (2003)
- Mauzoleum pro Loru (2004)
- Tajemství Štrýblové zátoky (2004)
- Preludia Franze Liszta (2007)
- Requiem za mobilní telefony (2007 – doposud v kreativním procesu)[11]
- EU 2010 – Urputná snaha paraplegického Krvavého šotka (2010)
- Apotheosa lidského mozku (2010)
- Poslední brána (2010)
- Kristkův dům (2015–7)[21]

### Obrazy

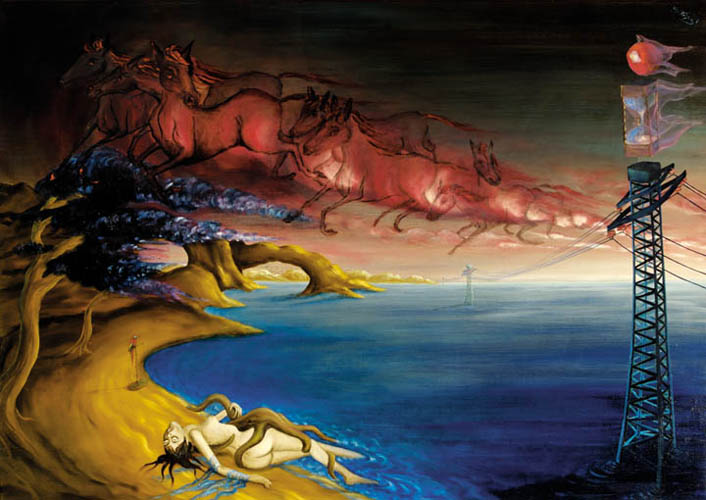
Mnohostranné vysoké napětí, 1975–6

- Nebeská dálnice tety Fränzi (1974–5) olej na plátně[22]
- Mnohostranné vysoké napětí (1975–6) olej na plátně
- Kritická deflorace ducha (1976) olej na plátně
- Absolutní skleněný stroj života  (1976) olej na plátně
- série Svět velkého cirkusu (80.–90. léta)
- Zamechovaný telefonní rozhovor (1978–82) olej na plátně[23]
- Kosmicky načasovaná studie čarodějničí čtvrti rodiny Gebhardovy (1994–5) olej na plátně
- Lesní imprese (1995) olej na plátně
- Suita pro biofilní klavír atakovaný masochistickou tubou (1995) olej na plátně[24]
- Zjevení letící astrální hmoty (1995) olej na plátně
- Naděždin akord v krajině (1996) olej na plátně[25]
- Kam jen ptáci mohou (1976–2000) olej na plátně
- Pouštní Madona (2003) olej na plátně
- Hřbitovní Šípková Růženka (2009) olej na plátně

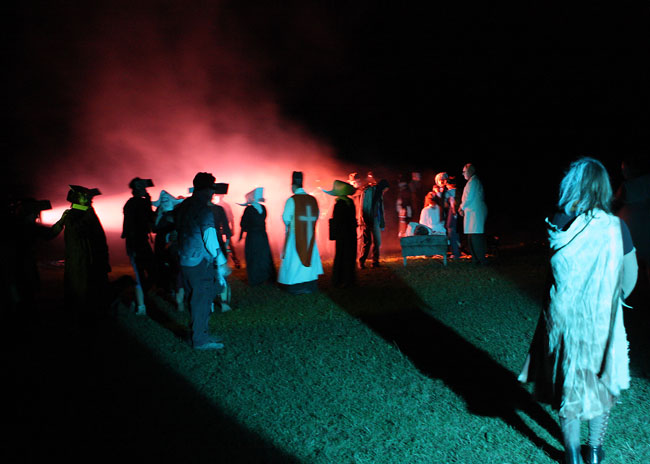
Phylogenesní značně vlhká svatba, 2008

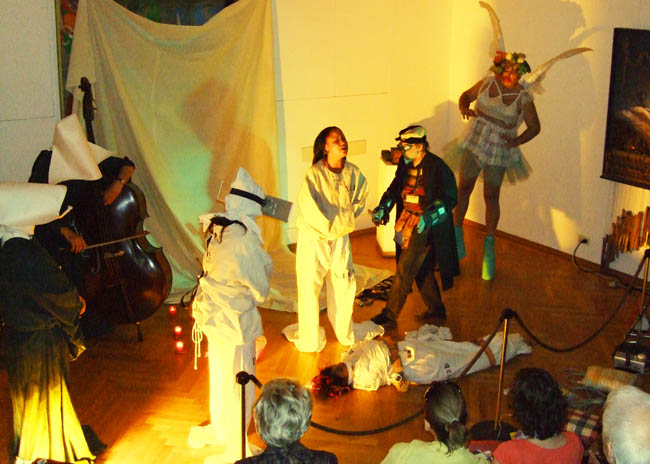
Třetí oko dálkového dorozumívání, 2008

| „              | Království snu je pro mne to pravé. A škvírou do této říše bývá happening. | “ |
| — Lubo Kristek |                                                                            |   |

### Happeningy
- 30. 7. 1994 – Kára plná tónů, zřícenina hradu Frejštejna v Podhradí nad Dyjí[26]
- 12. 8. 1995 – Mythologická krajina Nr. 95 ve třech aktech, hladina řeky Dyje, Podhradí nad Dyjí[27]
- 27. 7. 1996 – Pohřbívání sedmihříšného dědictví aneb Tam, kde se rodí Evrum, hřbitov, Podhradí nad Dyjí[28]
- 20. a 26. 6.1998 – Láska in circulo vitioso in finito secundi milenii, dvojhappening – hlavní náměstí, Landsberg am Lech (de) a Kraví hora, Brno
- 6. 11. 1998 – Smyslové frekvence, pěší zóna před radnicí, Bursa (tr)
- 1. 7. 2000 – Otvírání Kristkova parčíku, Podhradí nad Dyjí
- 4. 8. 2000 – Početí časem aneb Sarkofág snů, Zámeček Lubo, Podhradí nad Dyjí
- 8.–11. 11. 2001 – Prostor duše II, Městské divadlo, Hasselt (be)
- 1. 6. 2002 – Pyramidae-Klipteon II, před Zámečkem Lubo, Podhradí nad Dyjí[29]
- 4. 7. 2003 – Visio sequentes aneb O předčasně klonovaném věku jedné planety, podzemí hradu, Znojmo
- 22. 5. – 22. 7. 2006 – Kristkova podyjská glyptotéka, deset happeningů na území Česka, Rakouska a Slovenska v rámci otvírání stejnojmenné trasy poutních míst.
- 13. 4. 2007 – Requiem za mobilní telefony I, redakce Znojemského deníku Rovnost, Znojmo
- 26. 4. 2007 – Requiem za mobilní telefony II, Mariahilfer Strasse, Vídeň (at)
- 16. 5. 2007 – Requiem za mobilní telefony III, Barokní zámek Riegersburg (at)
- 10. 5. 2008 – Třetí oko dálkového dorozumívání aneb Requiem za mobilní telefony IV, Neues Stadtmuseum, Landsberg am Lech (de)
- 16. 8. 2008 – Phylogenesní značně vlhká svatba aneb O tom, jak se unavený svět lidí znovu vrací do hlubin vod, Janův hrad
- 28. 4. 2009 – Pád železné opony, Barokní zámek Riegersburg (at)
- 5. 6. 2010 – Requiem za mobilní telefony V, Muzeum Miejskie, Sucha Beskidzka, Polsko (pl)
- 7. 6. 2014 – Křížová cesta, Státní hrad Landštejn
- 26. 5. 2018 – Sisyfiade aneb Balvan v čase, Kristkův dům, Brno

## Galerie

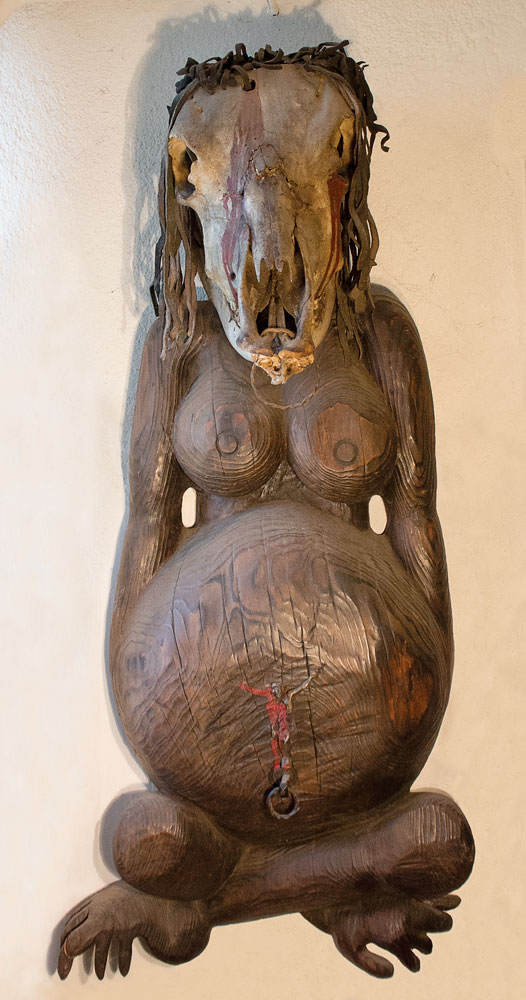
Nosící (1969).
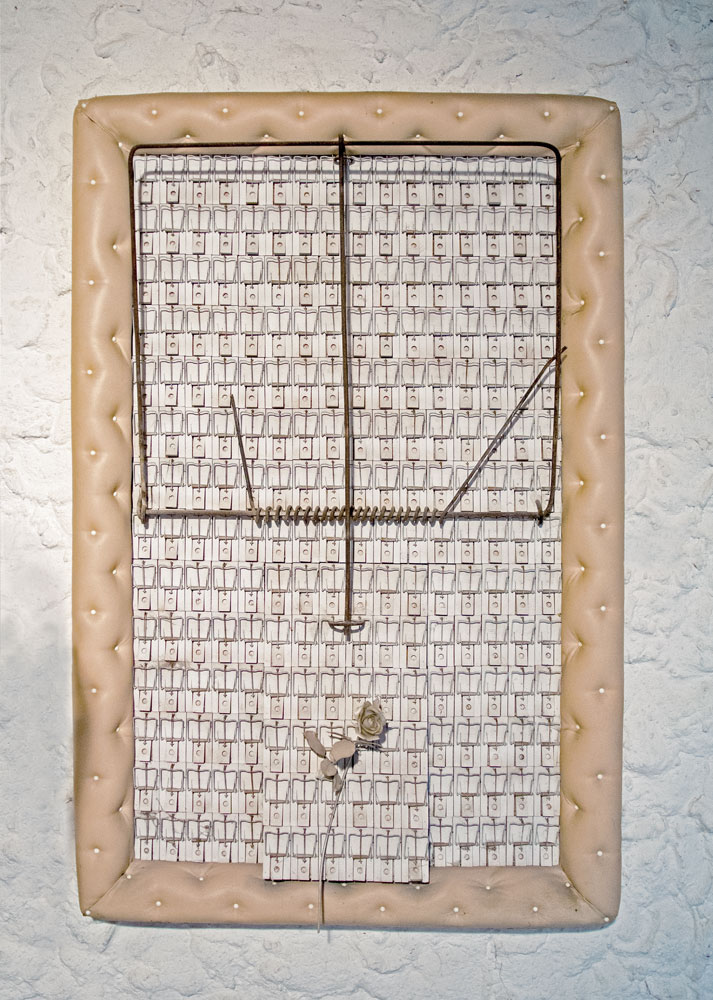
Odhlučněná estetika luxusna (1976).
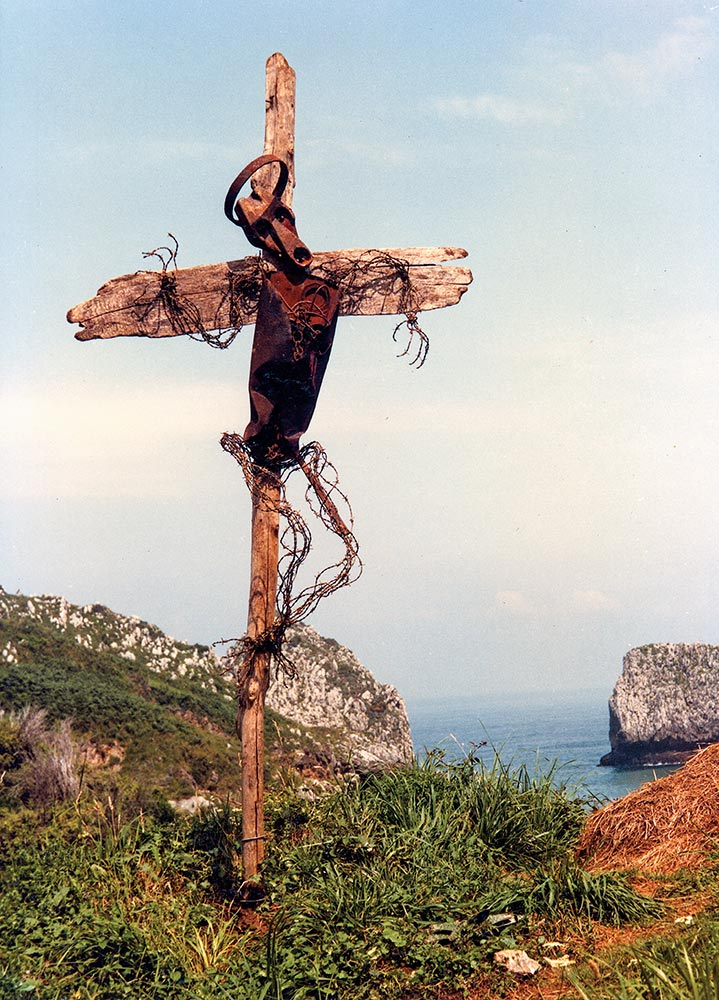
Kristův ostnatý drát (1983).
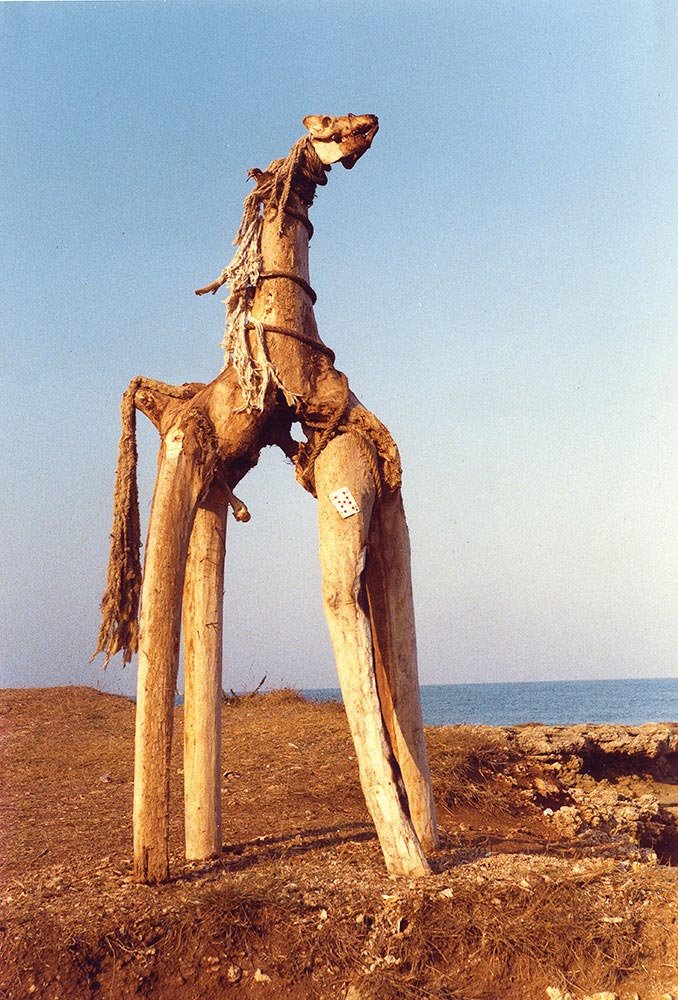
Mořský kůň (1986).
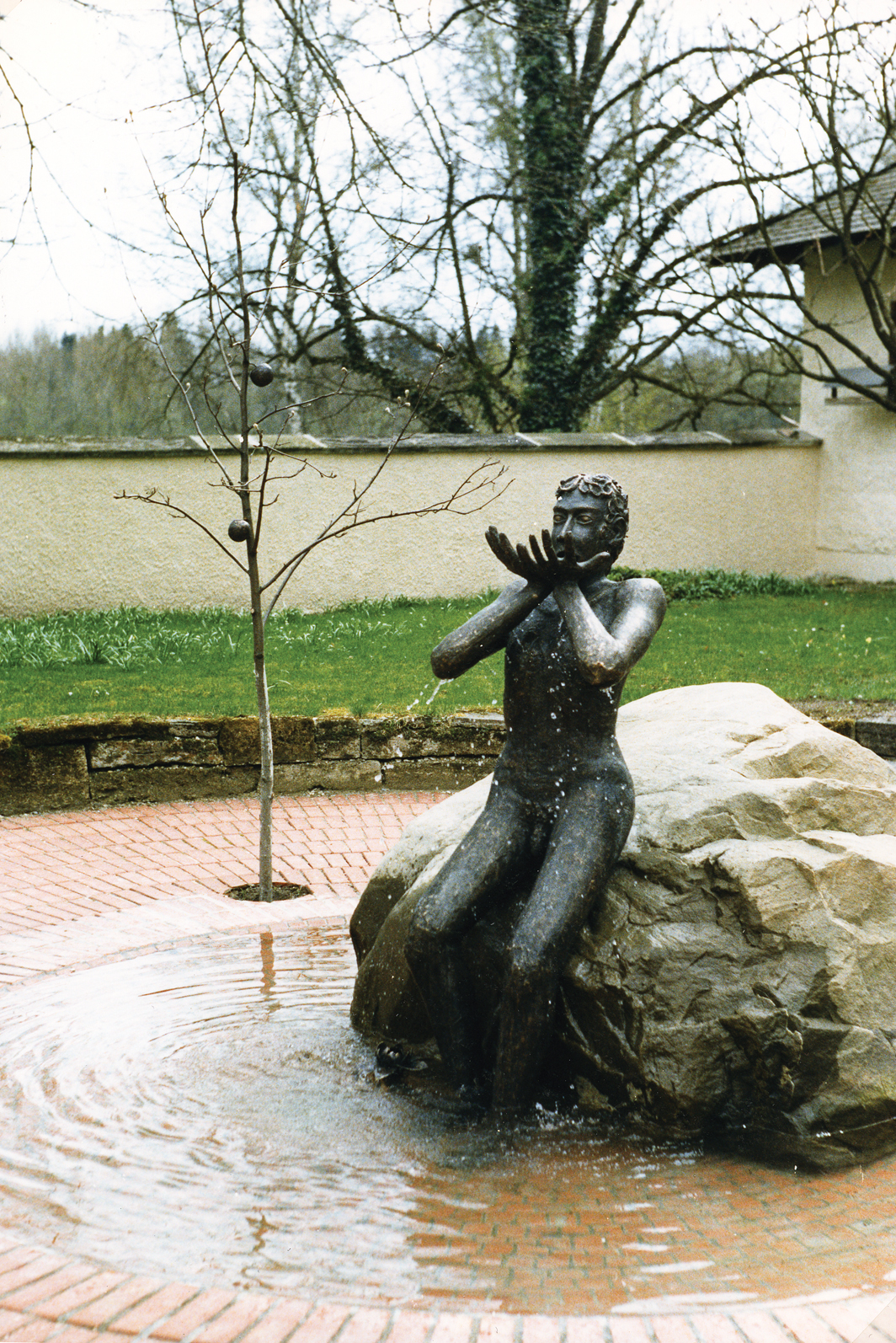
kašna Pijící (1988), lázně Greifenberg, Německo.
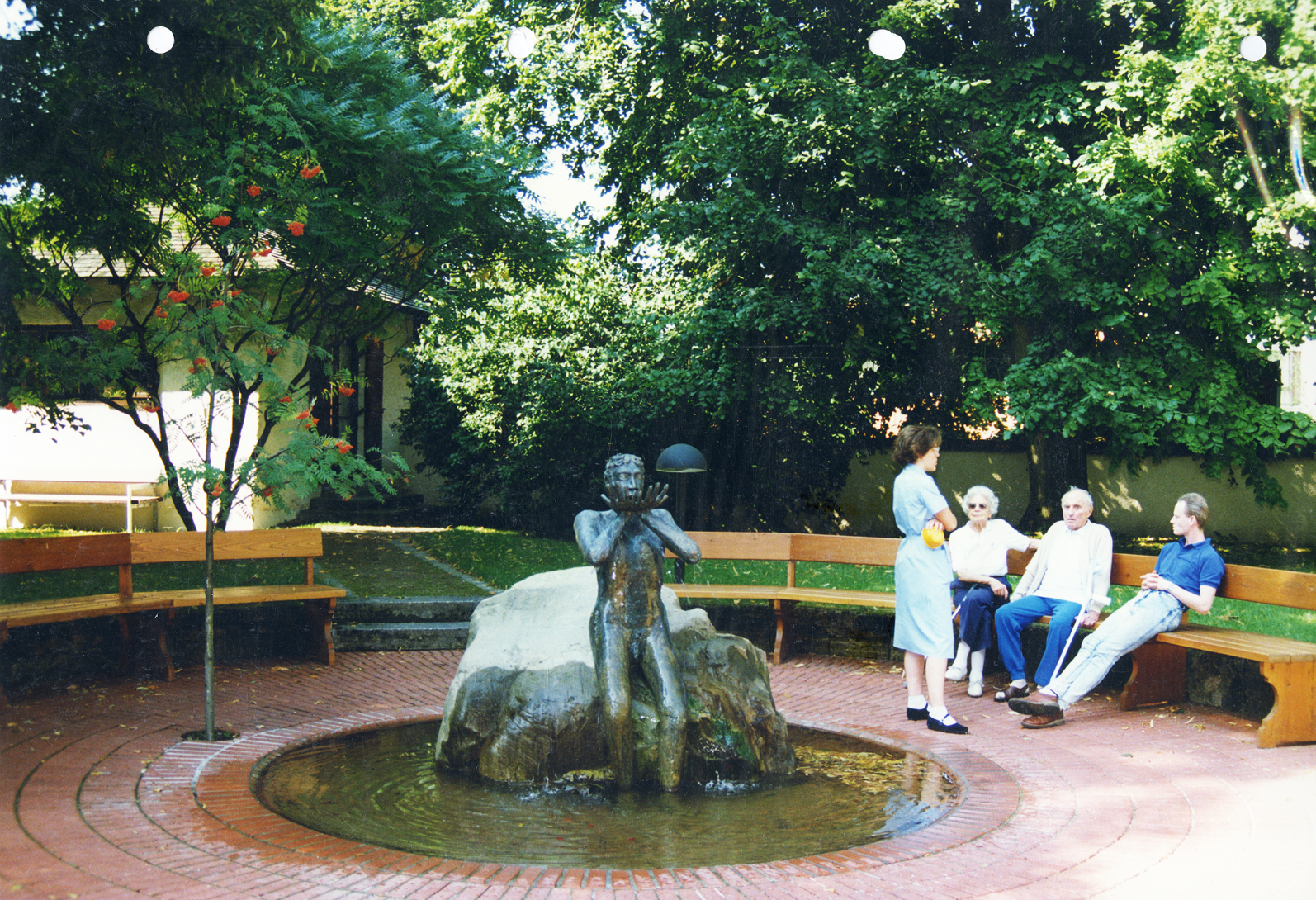
kašna Pijící (1988), lázně Greifenberg, Německo.
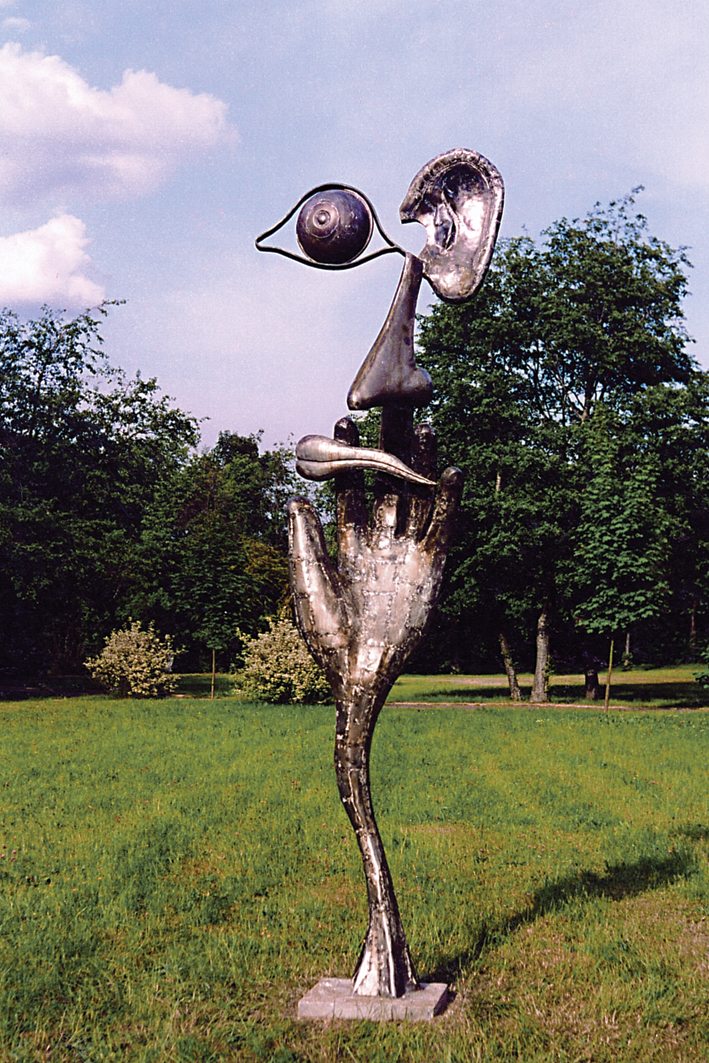
Pomník pro pět smyslů (1991), Nové městské muzeum, Landsberg am Lech, Německo
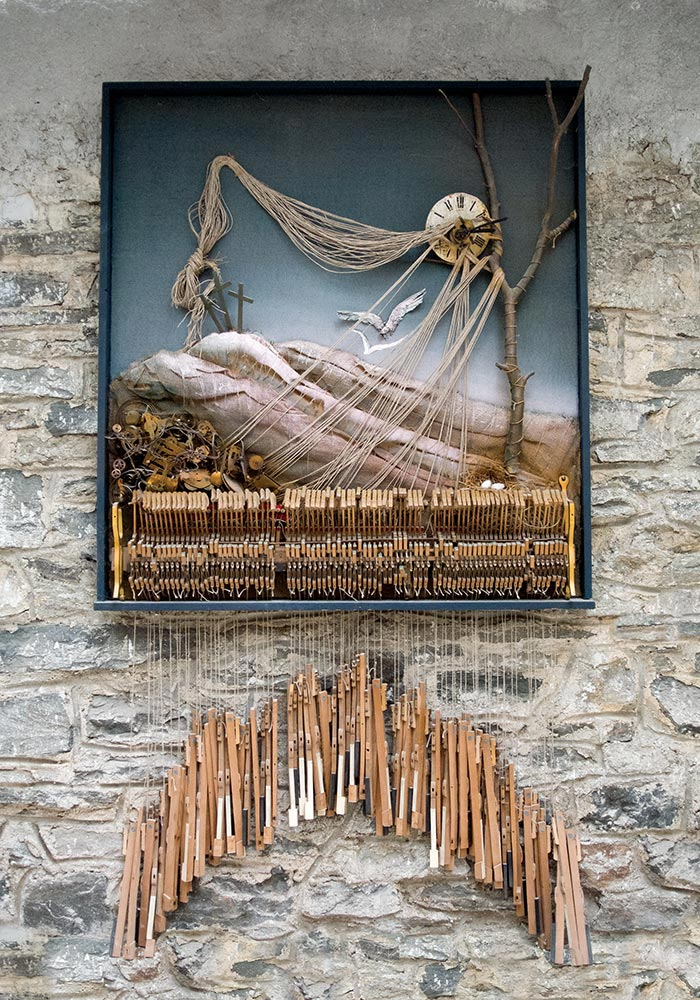
Na smetišti časů (1994).
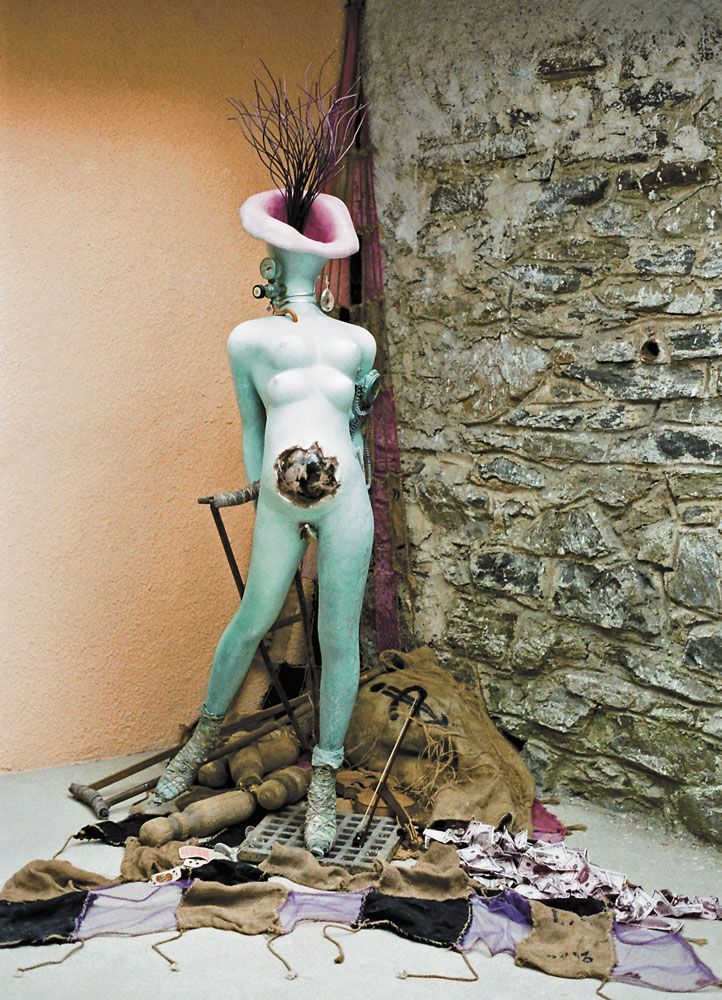
V předčasně klonovaném věku jedné planety (2003).
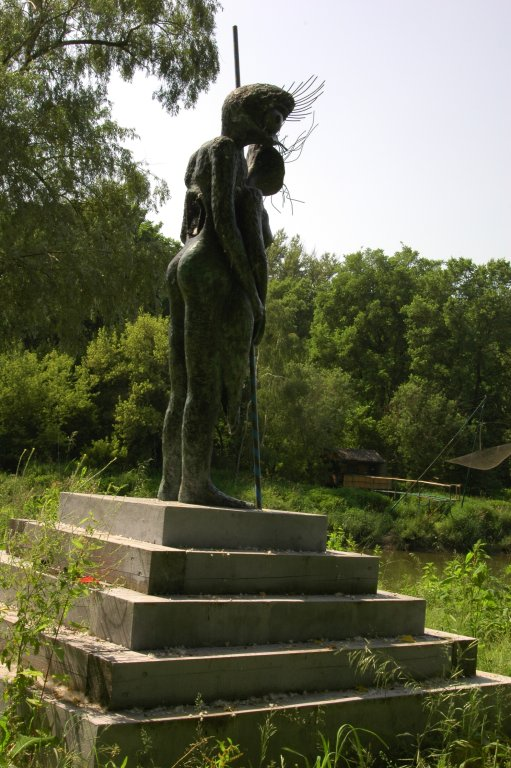
Hledající, (2006) Sekule, Slovensko.
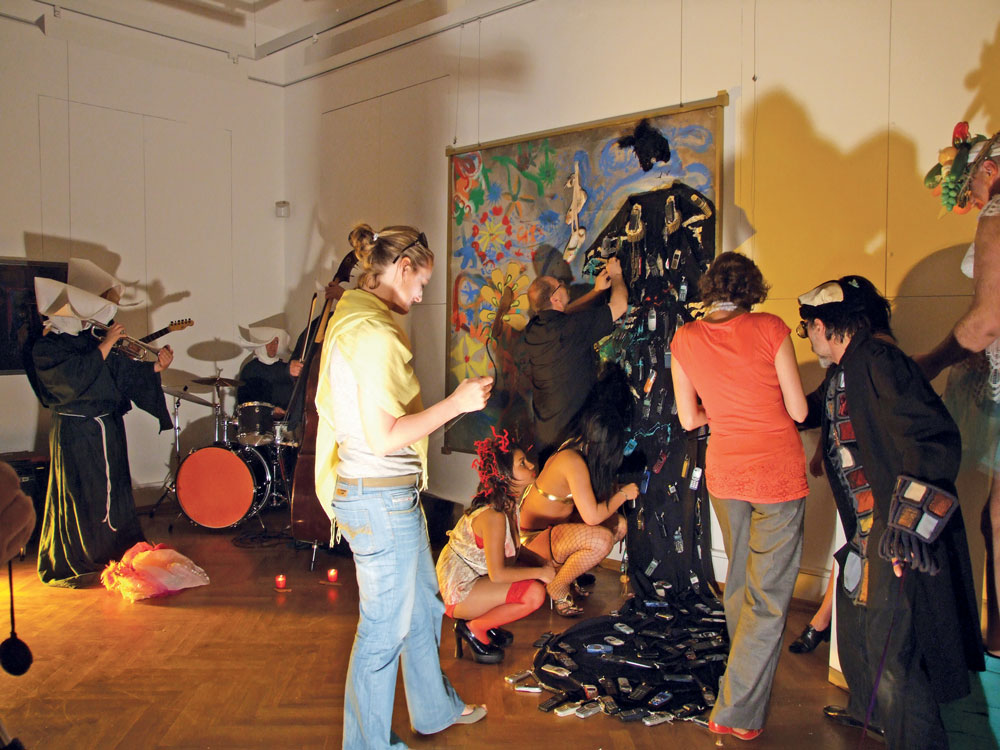
Requiem za mobilní telefony (2007–10).
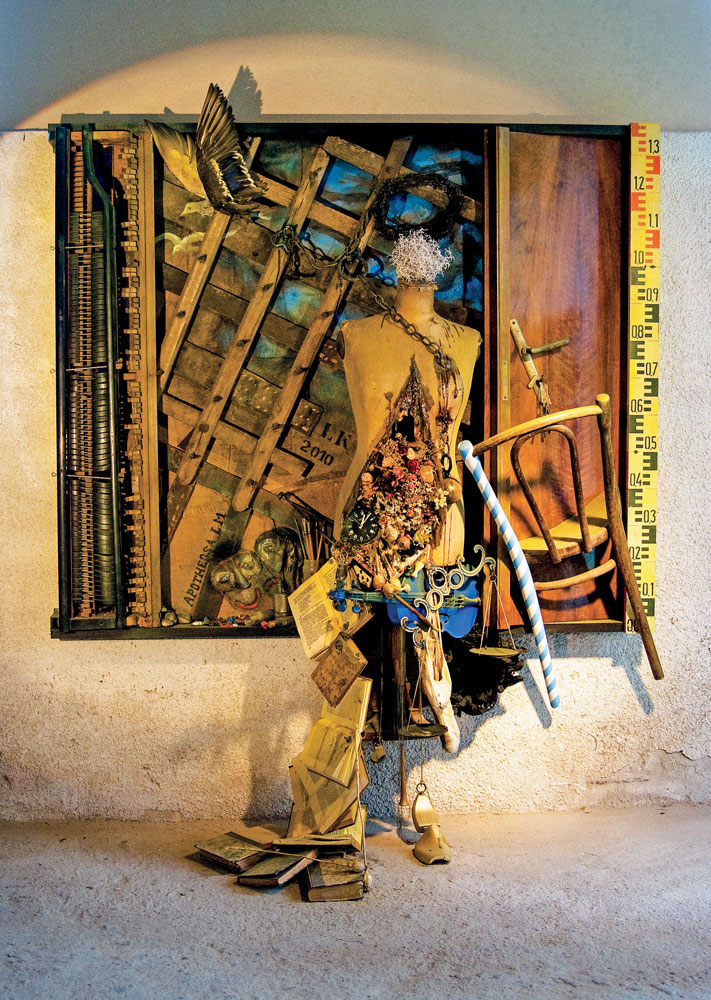
Apotheóza lidského mozku (2010).
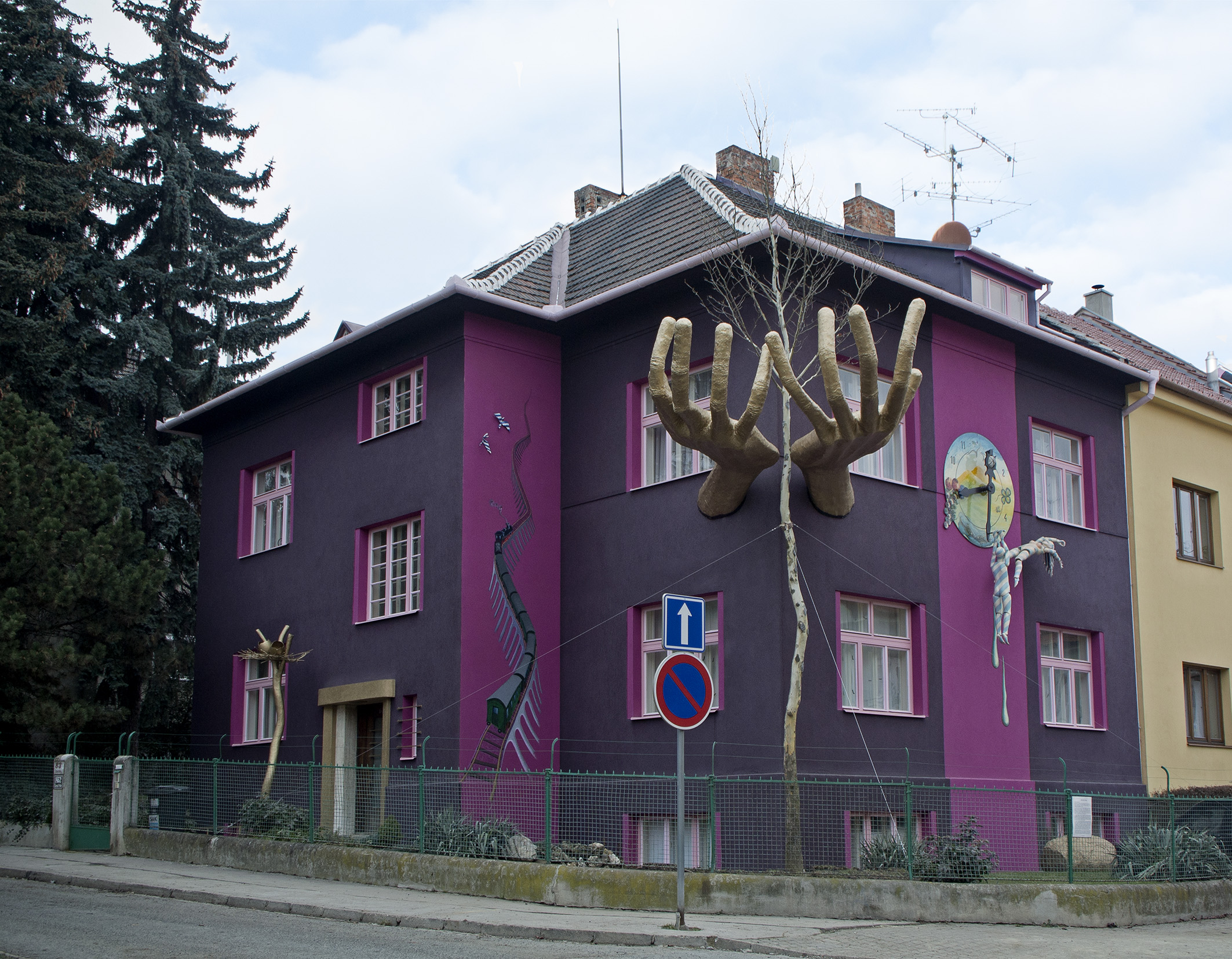
Kristkův dům (2015–17).